# Bernd Becker (Forstwissenschaftler)
Bernd Becker (* 13. Juni 1940 in Augsburg; † 14. Februar 1994 in Köln) war ein deutscher Forstwissenschaftler und Hochschullehrer.

## Leben
Bernd Becker studierte an der Universität München Forstwissenschaften. 1959 wurde er Mitglied des Corps Arminia München. Zu seinen akademischen Lehrern zählte Bruno Huber, der als ein Pionier der Dendrochronologie in Deutschland gilt. Nach Abschluss des Studiums mit der forstlichen Diplomprüfung und Promotion zum Dr. oec. publ. kam er 1970 als wissenschaftlicher Assistent und akademischer Rat an die Universität Hohenheim. 1972 wurde er zum akademischen Oberrat befördert. 1977 wurde er zum Sachverständigen für Dendrochronologie der Akademie der Wissenschaften und der Literatur ernannt. 1983 habilitierte er sich an der Universität Hohenheim für das Lehrgebiet Botanik mit Schwerpunkt Dendrochronologie. 1993 wurde er zum außerplanmäßigen Professor ernannt.
Beckers Forschung befasste sich hauptsächlich mit der Jahresringanalyse und der Dendrochronologie, zu deren Pionieren er gezählt wird. Mit der Unterstützung von Burkhard Frenzel gelang es ihm den Hohenheimer Jahrringchronlogie aufzubauen.
Den Hohenheimer Gärten wurde nach seinem Tod seine Sammlung der Kakteengattung Gymnocalycium übereignet.

## Auszeichnungen
- Pomerance Award of the Archaeological Institute of America, 1993[4]

## Schriften
- Möglichkeiten für den Aufbau einer absoluten Jahrringchronologie des Postglazials anhand subfossiler Eichen aus Donauschottern. In: Berichte der Deutschen Botanischen Gesellschaft, Band  85, Heft 1–4, S. 29–45, Mai 1972
- Fällungsdaten Römischer Bauhölzer anhand einer 2350jährigen Süddeutschen Eichen-Jahrringchronologie. In Fundberichte aus Baden-Württemberg. Band 6. Konrad Theiss Verlag, Stuttgart 1981, ISBN 3-8062-1252-X, S. 369–386.
- Dendrochronologie. In: Erwin Keefer (Hrsg.): Die Suche nach der Vergangenheit. 120 Jahre Archäologie am Federsee, S. 60 f. Katalog zur Ausstellung, Württembergisches Landesmuseum Stuttgart, 1992, ISBN 3-929055-22-8.